# Nadzor nemirov
Nadzor nemirov (ang. riot control) se nanaša na obliko ukrepa, ki jo uporablja policija, vojska ali druge varnostne sile za nadzor, razpršitev in aretacijo ljudi, ki so vključeni v nemire, demonstracije ali proteste. Če so nemiri spontani in iracionalni, katere povzročajo dejanja ljudi, da prenehajo z dejanji in razmislijo za sekundo (npr. glasni hrupi, ali izdajajo navodila v mirnem tonu) se jih lahko pravočasno prepreči. Vendar te metode po navadi propadejo, če je prisotna jeza z legitimnim vzrokom ali če je bil nemir planiran in organiziran. Policisti in vojaško osebje že dolgo uporabljajo manj smrtonosna orožja kot so pendreki in biči za razpršitev množice in pridržanje razgrajačev. Od leta 1980, policisti za nadzor nemirov uporabljajo tudi solzivec, plinske razpršilce, gumi naboje in električne pralizatorje. V nekaterih primerih lahko policisti za nadzor množice uporabijo zvočne naprave, vodne topove, oklepnike, zračni nadzor, policijske pse ali policijske konje. Policisti, ki se ukvarjajo z nadzorom nemirov nosijo zaščitno opremo kot so: čelade z vizirji, neprebojne jopiče (telovniki, zaščite za vrat, zaščite za kolena itd.), plinske maske in ščite. Vseeno pa so primeri, kjer so bile uporabljene smrtonosna orožja, da so lahko zatrli protest ali nemir kot so to naredili v Bostonskemu masakru, Haymarket masakru, Banana masakru, Madžarski revoluciji leta 1956, Kent State masakru, Sowetski vstaji, Mendiola masakru, krvavi nedelji (1905), krvavi nedelji (1972) in Tiananmen Square masakru.

## Zgodovina
Prva skupina za nadzor nemirov je bila ustanovljena leta 1925 v Šanghaju kot odziv na slabo vodenje nemira gibanja May Thirtieth.
Nove policijske metode kot so: streljanje s pištolo, boj z bližine in bojevanje z nožem jih je razvil britanski pomočnik direktorja William E. Fairbairn in policist Eric Anthony Sykes mestne policije v Šanghaju kot odziv na neverjeten vzpon oboroženega kriminala v letu 1920 - Šanghaj je bil takrat eno izmed najnevarnejših mest na svetu zaradi slabih zakonov v državi in vzpona organiziranega kriminala ter trgovine z opijem.
Pod poveljstvom Fairbairna je Šanghajska mestna policija razvila neskončno število ukrepov za nadzor nemirov. Tehnike za nadzor nemirov so pripeljale do predstavitve Šanghajske pomožne enote - prva moderna SWAT enota. Pomožna enota je bila uporabljena za prisilno razpuščanje nemirov kot tudi za odziv kriminala visoke stopnje kot na primer ugrabitve in oborožene rope.
Ta veščina, ki je bila razvita v Šanghaju je bila sprejeta in prilagojena pri mednarodni policiji in enotah za tajno bojevanje. William Fairbairn je bil glavna figura, ne samo zato ker je vodil pomožne enote temveč tudi zato ker je učil svoje metode povsod po svetu, vključno z Združenimi državami Amerike, kolonije Cipra in Singapurju.

## Oprema
Za zaščito policisti, ki se ukvarjajo z nadzorom nemirov pogosto nosijo zaščitne čelade in ščite. Ti so narejeni tako, da ščitijo policista pred nevarnostmi, ki prihajajo med prerivanjem in letečimi objekti kot so steklenice in zidaki. Oprema, ki jo nosijo policisti za nadzor nemirov ščitijo celotno telo brez šibkih točk. Čelade, ki jih nosijo policisti za nadzor nemirov, imajo na primer podolgovat dodaten del na zadnji strani, da ščitijo zadnji del vratu pred napadi. Za boljšo zaščito, oprema po navadi nudi balistično zaščito. Če pride do uporabe solzivca imajo policisti tudi plinske maske.
Ena izmed mnogih skrbi je to, da lahko v množici ljudje odtujijo strelno orožje policistu in na ta način jo lahko tudi uporabijo proti policistom. V veliki gneči ljudi policist ne vidi kdo mu je odtujil orožje in tega sploh ne opazi. Za ta namen policisti uporabljajo tok z mehanizmom za zaklepanje ali z drugimi mehanizmi za zaščito orožja, če si policija lahko privošči taka orodja. To pa lahko povzroči, da se poveča čas, da policist izvleče orožje iz toka v nujnih primerih. Zato policisti za nadzor nemirov naj nebi nosili strelnega orožja.
Začetna taktika določa kateri tip opreme se bo uporabljala. Glavna izbira je med smrtonosnim (na primer 12 kaliberska šibrovka) in manj smrtonosnim orožjem (na primer: solzivci, plinski razpršilci, plastične krogle, paralizatorji, pendreki in druga orodja za onesposobljanje). Odločitev temelji na vidno stopnjo ogroženosti in obstoječih zakonov; v nekaterih državah je prepovedana uporaba smrtonosne sile v nadzoru nemirov razen v posebnih okoliščinah.
Posebna orožja za v roko so lesen ali gumijasti pendrek, afriški sjambok - usnjen ali plastični bič in indijski lathi 2.4 metre dolga palica z neostro železno konico. Vodni topovi naj bi služili kot osebna oborožitev. Nekateri vodni topovi omogočajo, da policija doda barvo za označevanje razgrajačev ali solzivec za razpršitev množice.
V večjih nemirih lahko policija pošlje oklepna vozila, da zatrejo začetne nemire z ognjeno močjo. Občasno aktivirajo tudi policijske pse, požarne cevi in policijske konje.

## Sredstva za nadzor nemirov
Sredstva za nadzor nemirov so nesmrtonosna pomirjujoča sredstva. Najbolj uporabljena sredstva so plinski razpršilci in različne vrste solzivcev. Te kemikalije se uporabljajo za razprševanje razgrajačev ali protestnikov ali za počistiti zgradbo. Ti lahko hitro proizvedejo senzorične motnje ali fizično nesposobnost, ki običajno izginejo v roku 15 minut (za solzivec) in do 2 uri (za plinski razpršilec) odvisno od izpostavitve. Uporabijo se lahko za vadbo kemičnega bojevanja, čeprav njihova uporaba v bojevanju krši 5. člen Konvencije o kemičnem orožju. 9. člen Konvencije o kemičnem orožju specifično dovoljuje uporabo za civilne namene.

### Plinski razpršilec
Glavna sestavina plinskega razpršilca je kapsaicin, katerega pridobiva iz sadežov rastline kapsaica in čilija. Sintetični ustreznik kapsaicina je kislina vanillylamide (desmethyldihydrocapsaicin), ki je uporabljena v drugi verziji plinskega razpršilca ali bolje poznan kot PAVA razpršilec, katerega uporabljajo v Združenem kraljestvu. Drugo nasprotje sintetičnega plinskega razpršilca je kislina pelargonije morpholide, ki je bila razvita in jo uporabljajo v Rusiji. Njena učinkovitost je popolno nasprotje naravnega plinskega razpršilca, ki je negotov in je povzročilo hude poškodbe. Ko nezaželene grožnje ogrožajo območje, kot so nogometne tekme pokličejo policiste za nadzor nemirov, da jih zatrejo. V takih situacijah lahko policija uporabi plinski razpršilec ali vodne topove, da nevtralizirajo grožnjo.
Plinski razpršilec po navadi pridejo v pločevinkah, katere so tako majhna, da se jih lahko skrijejo v žep ali torbico. Plinski razpršilec se lahko skrije tudi v obroče. Na voljo pa so tudi projektili plinskih razpršilcev, katere se izstreljuje iz paintball puške. V uporabi je že nekaj let proti demonstratorjem in prehaja čedalje bolj v uporabo v rutinskih intervencijah.

### Solzivec
Solzivec je nespecifičen izraz za kemikalijo, ki začasno dražijo oči in dihalne sisteme. Lahko se uporablja kot ročno razpršilo ali se jih iztreljuje v obliki pločevink katere se ob iztrelitve vrtijo z visoko hitrostjo in ustvarijo enakomeren razpršen oblak.
Popularni solzivci imajo dražilce za oči kot so orto-klorobenziliden-malononitrilom (CS plin), kloroacetofenon (CN plin), dibenz-oksazepin (CR plin). Na dolgem seznamu substanc so te tri najbolj pomembne kot druge, saj so učinkovite in neškodljive. Današnji CS plini so na veliko zamenjali CN pline in so najbolj uporabni mednarodno.

#### Dekontaminacija
Solzivci so ob sobni temperaturi bele trdne sestavine. So stabilne takrat, ko so pogrete in imajo nizki vodni pritisk. Zato so običajno v obliki razpršil. Vsi imajo nizko topnost v vodi, vendar se lahko raztopijo v več organskih topil. Hidroliza CN-ja je zelo počasna v vodi, še posebej takrat ko je dodana baza. CS takoj hidrolizera v vodi (polovična vrednost pH 7 je približno 15 min. v sobni temperaturi) in ekstremno hitro hidrolizera, ko je dodana baza. CR hidrolizira samo takrat, ko se raztopi v vodi.
CN in CR se težko razkrajajo pod praktičnimi pogoji medtem, ko se CS lažje aktivira in razkraja v vodi. Koža se ustrezno dekontaminira s spiranjem z milom in vodo. CS se razgradi medtem, ko se CN in CR le odstranita.

Dekontaminacija materiala po kontaminaciji s CS se lahko razgradi s 5-10 procentnim razgrajevanjem s sodavico ali s 2 procentoma baze. Če tak tip dekontaminacije ni mogoče doseči (npr. kontaminirane sobe in pohištva), se lahko dekontaminira z intenzivnim menjavanjem vročega zraka. Izpostavljene ulice in pločniki imajo strupen in dražilen CS prah, ki se meša z zrakom še dolgo po tem ko se je oblak razpršil; spere se se ga lahko edino z vodo. V primerjavi z ljudmi imajo udomačene živali manjšo občutljivost proti solzivcu.

### Razprševanje večjih količin
Nahrbtni razpršilniki za obvladovanje nemirov uporabijo takrat, ko je namen uporabiti večjo količino kot je to mogoče z granatami so ena vrsta naprave, ki jih uporabljajo organizacije, na primer takrat, ko prekrijejo zaporniško dvorišče.  Razpršilniki so lahko narejeni kot dodatek k helikopterju; glej CBU-19.

## Taktika
Policisti v prvi vrsti so v nemirih popolno zaščiteni in nosijo orožje kot so pendreki, ki so zasnovani tako, da so v direktnem stiku z množico. Ti policisti zatrejo izgrednike in dovoljujejo manj zaščitenim policistom, da lažje opravijo aretacije. Če se soočajo z večjo grožnjo bodo policisti podprti z drugimi policisti, ki so opremljeni puškami za izstreljevanje gumi nabojev, plastičnih nabojev in gumjastih izstrelkov.
Kot manj agresivni korak so policisti na konjih, ki so prvi katere se pošlje v množico. Konjeva moč in višina ponuja policistu, da se bolj varno infiltrira med množico. Ko so pred nemirom se policisti rastegnejo iz enega konca do drugega in počasi enakomerno korakajo in udarjajo s pendreki ob ščit, da povzročijo strah in psihološki učinek.

Francoska CRS-jeva taktika proti dolgim demonstracijam je taka, da napadejo nekaj točk in razbijejo na segmente, kot da bi blokirali čelo demonstracij. Od razvoja topništva so bile ravne ceste pomembne za varovanje mesta. Ob vzponu moči Napoleona III so bile velike ulice znane kot proti protestne ulice v problematičnih četrteh Pariza. Široke ravne ceste dovoljujejo konjenici da napadejo in zatrejo izgrednike.
V Veliki Britaniji, ko se pojavijo velike demonstracije veljajo za nestabilne, takrat teritorialna policija (ang. teritorrial police force) zadolžena za demonstracije vpokliče policijsko podporno enoto, ki so izurjeni s taktiko za nadzor nemirov skupaj z navadnimi policisti. Če demonstracije postanejo nasilne, takrat policija zapre cesto in ostale izhode, da jih zadržijo na enem mestu (poznano kot kettling), da preprečijo poškodbe in da se protestniki utrudijo. Ta taktika je bila uporabljena leta 2009 na vrhuncu G-20 protesta in 2010 na študentskih protestih v Londonu. Solzivci in druge taktike so uporabljene kot zadnja možnost. Policija snema in fotografira protestnike za prihodnje aretacije, taktika ugrabljanja se lahko tudi uporablja na tak način da nekaj policistov v zaščitni opremi teče naprej v formaciji klina, da bi prebili čelo protesta s ciljem da ugrabijo enega ali več voditeljev demonstracij na katerih so prisotni. Tarča naj bi bil govorec ali voditelj oziroma nekdo, ki vodi protest. Ta taktika je bila uporabljena leta 2011 na Angleških protestih s strani policije iz Manchasterja, ki je razvila to taktiko v centru Manchasterja 9. avgusta 2011.
Bolj naravnano taktiko uporablja policija poznano kot napad pendreka (ang. baton charge), ki vključuje policiste, da napadejo množico ljudi s pendreki, v nekaterih primerih s ščiti. Tečejo proti ljudem in jih udarjajo s pendreki v nekaterih primerih uporabljajo ščite, da jih odrivajo stran. Napad pendreka je zasnovan tako, da povzroči največjo možno bolečino v upanju, da jih prisilijo da se umaknejo s prizorišča, razpršitev množice.

## Raziskava
Raziskava v smeri orožja, ki je učinkovito za nadzor nemirov se nadaljuje. Mrežne puške so ne smrtonosna orožja oblikovana tako, da izstreljujejo mrežo, katere ujamejo tarčo. Mrežne puške imajo dolgo zgodovino v zajetju divjadi, ne da bi jih poškodovali. Mrežna puška je trenutno v razvoju za nadzor nemirov. Metalci projektilov plinskega razpršilca so projektilna orožja, katere izstreljujejo krhke krogle katere se razbijejo ob trku in izločijo dražljiv prah imenovan PAVA (kapsaicin II). Metalci so po navadi spremenjene .68 kaliberske paintball puške.
Smrdljive bombe so naprave oblikovane tako, da povzročijo neznaten smrad za nadzor nemirov in za namene zanikanja v nekem območju. Smrdljive bombe se naj bi smatrale kot manj nevarna kakor ostale kemikalije za nadzor nemirov še posebej zato, ker so učinkovite ob manjših koncentracijah. Orožje za lepljivo peno so začeli testirati, katere pokrijejo in imobilizirajo z lepljivo peno.
Nizko frekvenčni topovi so orožja različnih tipov, kateri uporabljajo zvok in poškodujejo subjekte z uporabo usmerjenim oddajanjem zvoka ali infrazvoka. Aktivni sistemi za zavrnitev (ang. active denial system) so ne smrtonosna, energijsko usmerjena orožja razvita s strani ameriške vojske. ADS usmerijo elektromagnetno sevanje, bolj natančno visoko frekvenčno mikrovalovno sevanje pri frekvenci 95 GHz, kar povzroči, da zgornja povrhnjica vode zavre in simulira goreč občutek v živčnih končičih, da povzročijo intenzivno bolečino. Oslepljivi laserji so energijsko usmerjena orožja, katera uporabljajo intenzivno svetlobo in povzročijo začasno slepoto in zmedo razgrajačev.

### Enote za nadzor nemirov
- Garda za javni mir
- Enota za vzpostavitev reda (Grčija)
- Četa za varovanje (Francija)
- Teritorialna podporna skupina (London v Angliji)

### Uporabljena orožja za nadzor nemirov
- Neubojno orožje
- CS plin
- Akustične naprave dolgega dometa
- Plinski razpršilec
- Gumi naboj
- Vodni top